# Régiment des grenadiers de la garde
Le régiment des grenadiers de la garde, (En langue russe : лейб-гвардии Гренадерский полк) est un régiment de l'Empire russe. C'est par le décret du 30 mars 1756, que l'impératrice 
Élisabeth Ire de Russie ordonna la création de quatre régiments de grenadiers, le comte Roumiantsev recevant la mission de former le  1er régiment des grenadiers de grenadiers. Il fut doté de deux bataillons, de cinq compagnies et d'un groupe d'artilleurs. Cette unité militaire fut constituée à partir de la 3e compagnie de grenadiers des régiments suivants : (régiment d'infanterie de Kiev, régiment d'infanterie de Kazan, régiment d'infanterie de Nijni-Novgorod, régiment d'infanterie de Tchernigov, régiment d'infanterie de Souzdal, régiment d'infanterie d'Ouglitch, régiment d'infanterie de Mourom, régiment d'infanterie de Keksgolm, régiment d'infanterie d'Arkhangelsk et le régiment de Vologda). La fête de ce régiment fut fixée au 18 décembre, jour anniversaire de la naissance de l'impératrice.

## Historique

### XVIIIesiècle
De 1756 à 1761, le régiment des grenadiers livra de nombreuses batailles pendant la Guerre de Sept Ans, aux côtés des armées franco-autrichiennes. 
Du 18 juillet au 24 juillet 1757, il participa au siège puis à la prise du port de Memel. Le 30 août 1757, cette unité d'infanterie, commandée par le général Apraxine, prit part à la défaite infligée aux troupes prussiennes à Gross-Jägersdorf. Le 30 janvier 1758, il s'illustra lors des  combats et à la prise de la ville de Labiau. Le 19 janvier 1758, il fut engagé dans les combats et la prise de la ville d'Elbing. Le 28 juillet 1758, le régiment traversa la rivière de la Warthe et prit possession, le 29 juillet 1758, de la ville de Landsberg. Un mois plus tard, ses fantassins furent engagés dans les combats qui aboutirent à la prise de la place-forte stratégique de Köstrin. Le régiment de grenadiers, commandé par le général Fermor (1702-1811) combattit ensuite le 25 août 1758 les troupes prussiennes à Zorndorf. Le 6 décembre 1759, il se distingua à la bataille de Paltsige, et le 12 août 1759, à Kunersdorf, où les fantassins furent partie prenante dans la terrible défaite infligée à Frédéric II de Prusse. Cette victoire des armées russo-autrichiennes ouvrit la route de Berlin. Au terme d'un année catasthophique pour la Prusse, le régiment prit part à l'occupation de Berlin, le 9 octobre 1760, au sein des armées austro-russes, puis il se distingua à Spandau, la même année, sous le commandement du général Tekeli (1720-1793). Il mit en déroute les troupes prussiennes du général Gyulzena: les troupes russes capturèrent deux canons et une centaine de soldats prussiens. Le 13 octobre 1761, cette unité militaire défit un détachement prussien près de Golnau et au cours du mois d'août de la même année, les 2e et 3e bataillons de ce régiment de grenadiers furent engagés dans la bataille de Treppau. En ce même mois, ce fut l'unité entière qui se distingua lors de la bataille de Tsarmine. Le régiment prit part au siège de Kolberg du 26 novembre au 5 décembre 1761, puis à la prise de la ville. Le régiment se vit attribuer pour son comportement héroïque deux trompettes d'argent avec cette inscription : « premier régiment de grenadiers à la prise de Berlin, le 26 septembre 1760 »

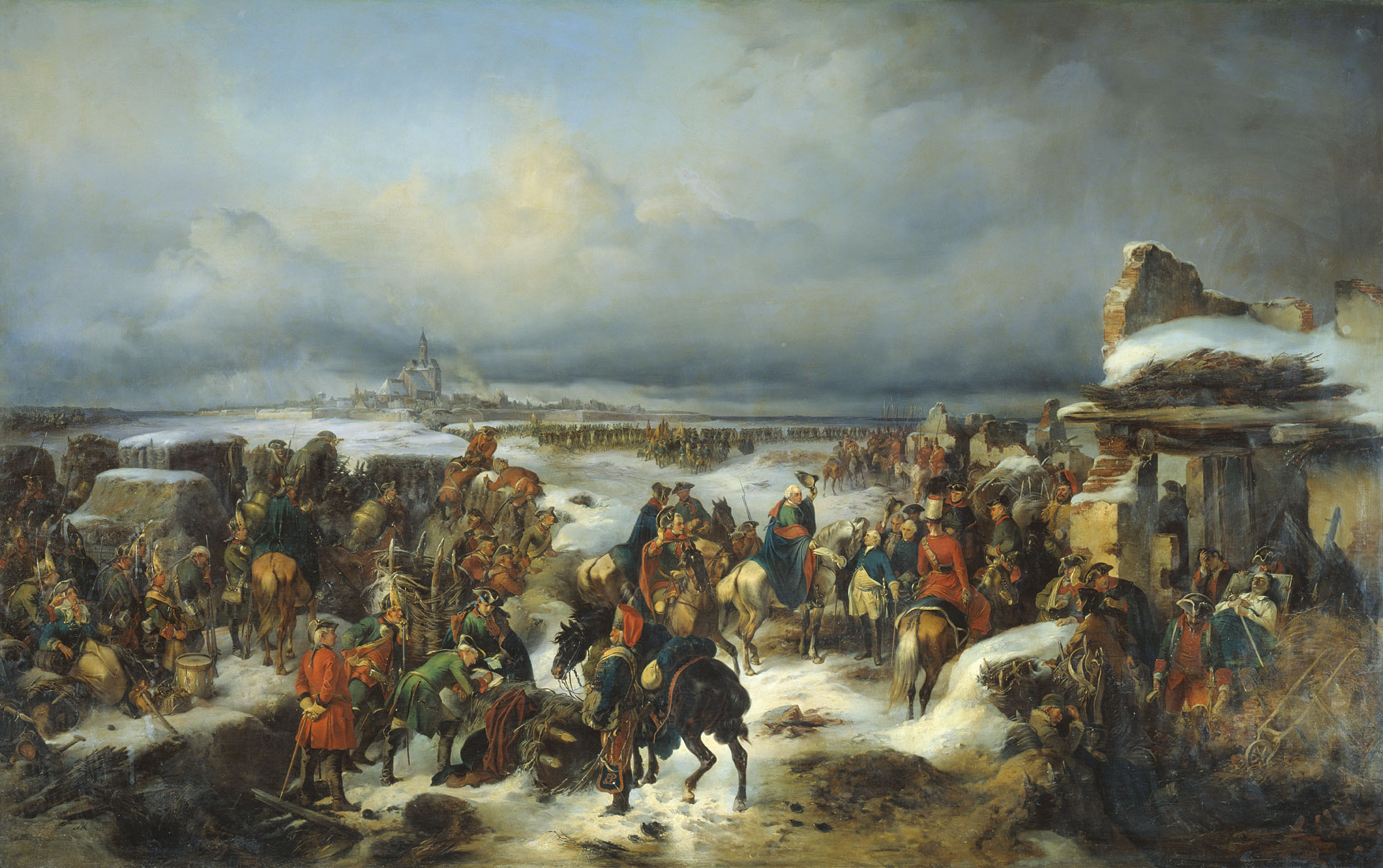
La prise de la forteresse de Kolberg au cours de la Guerre de Sept Ans, œuvre du peintre russe Alexandre Evstafievitch Kotzebue (1815-1899) - Musée de l'Artillerie de Saint-Pétersbourg

Pendant la Guerre russo-turque de 1768-1774, le régiment fut impliqué dans diverses batailles: Le 19 avril 1769, les grenadiers du régiment livrèrent bataille sous les murs de Khotin, le 19 avril 1769; se saisirent, le 9 septembre 1769, après d'âpres combats, de la ville détenue par les Ottomans depuis 1768; le régiment se distingua par son courage en 1770 à la bataille de Kagoule. Au moment critique de la bataille, son commandant en chef Piotr Ivanovitch Olits (?-1771) se plaça à la tête de ses hommes et mena une puissante attaque à la baïonnette sauvant ainsi l'armée russe. Dans une lettre adressée à Catherine II, le comte Roumiantsev informa l'impératrice du glorieux fait d'armes du régiment des grenadiers en Moldavie. Bientôt, toute l'Armée impériale fut informée du comportement héroïque des grenadiers à Kagoule. le lieutenant-colonel du 1er régiment de grenadiers, Fiodor Ivanovitch Fabritsian démontra un tel courage que le 8 décembre 1769, il devint le premier chevalier de l'Ordre de Saint-Georges. En 1773, le régiment fut engagé dans la bataille de Silistra, il défit le 12 juin 1773, l'armée ottomane placée sous le commandement d'Osman Pacha, il s'empara le 14 juin de la forteresse de Silistra. En hommage au courage des grenadiers de 1er régiment, l'impératrice Catherine II porta le grade de colonel et fut nommée chef de cette unité militaire, le 10 juillet 1775. 

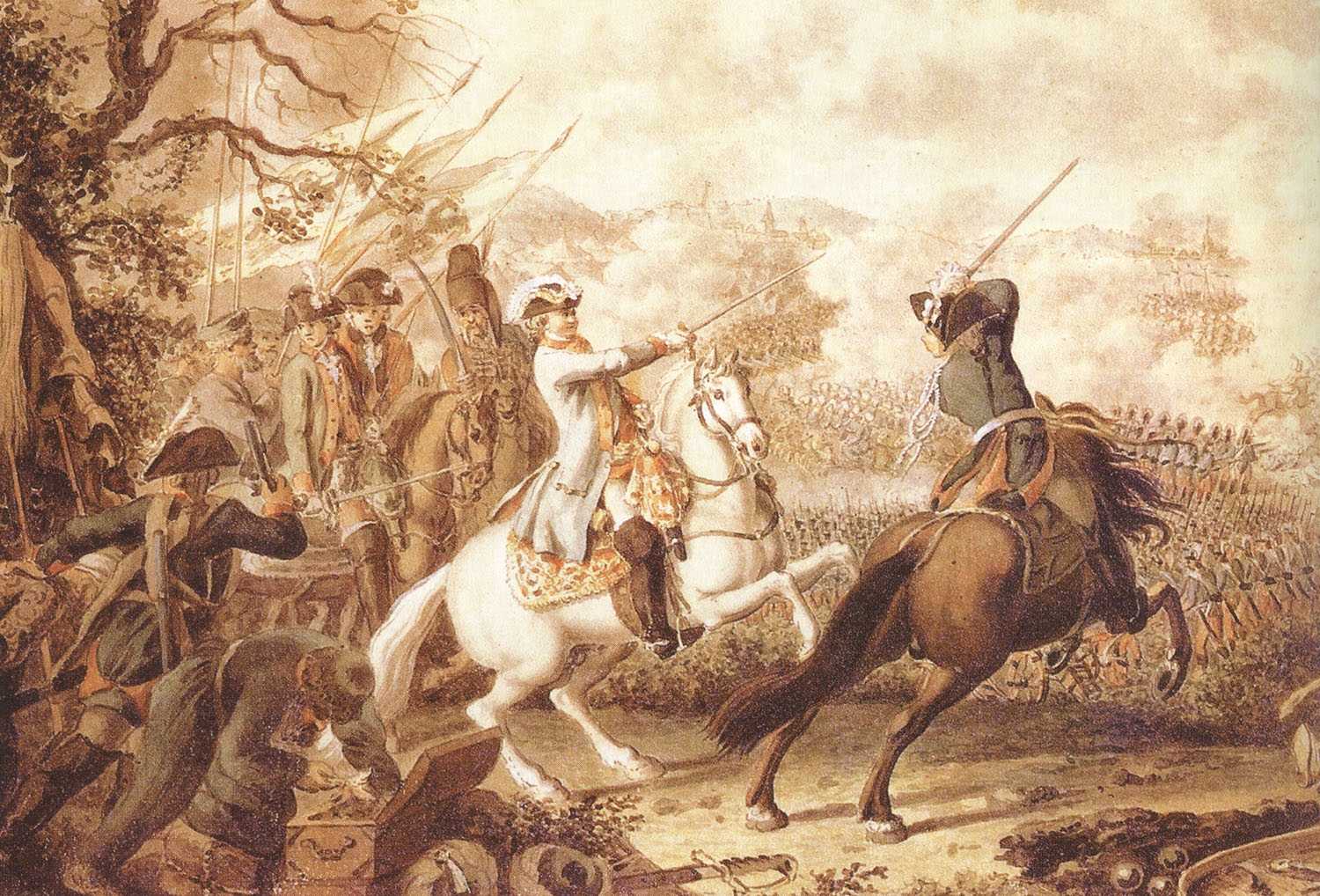
Bataille de Cahul, œuvre du peintre polonais Daniel Chodowiecki (1726-1801)

Le régiment fut impliqué de 1788 à 1790 dans le conflit opposant la Russie à la Suède.

### XIXesiècle
Le 16 mai 1803, la 5e compagnie des grenadiers de la garde forma le régiment de mousquetaires Petrovski (devenu le 20 février 1910 le 200e régiment d'infanterie de la forteresse de Cronstadt).
Le régiment des grenadiers dela garde prit part à la bataille d'Austerlitz en 1805 et à celle de Friedland, le 14 juin 1807, sous le commandement de Benningsen. 
De 1808 à 1809, cette unité fut impliquée dans diverses opérations militaires en Finlandecontre la Suède. En mars 1809, le régiment traversa le golfe gelé de Botnie sous le commandement du lieutenant-général Barclay de Tolly, et fit une incursion à Umeå en Suède.
Au sein de la 1re Armée de l'Ouest, les 1er et 3e bataillons du régiment de grenadiers de la garde prirent part à la bataille de Lublin, petit village situé près de Smolensk, le 7 août 1812. Les 1er et 3e bataillons retranchés dans une zone marécageuse le 18 août 1812, repoussèrent les attaques menées par le maréchal Ney. Ils prirent position le 7 septembre à gauche du petit village de Borodino (redoute Outistki), aux côtés du régiment de la garde Pavlovski et des soldats formant la Milice de Moscou. Les fantassins repoussèrent ainsi plusieurs attaques de l'infanterie commandée par le prince Poniatowski. Cette unité militaire fut également impliquée dans les batailles de Kliastitsy (30 juillet au 1er août 1812), de Polotsk (17 août au 18 août 1812), de Krasnoï (15 novembre au 18 novembre 1812), de Borissov (26 novembre au 29 novembre 1812).

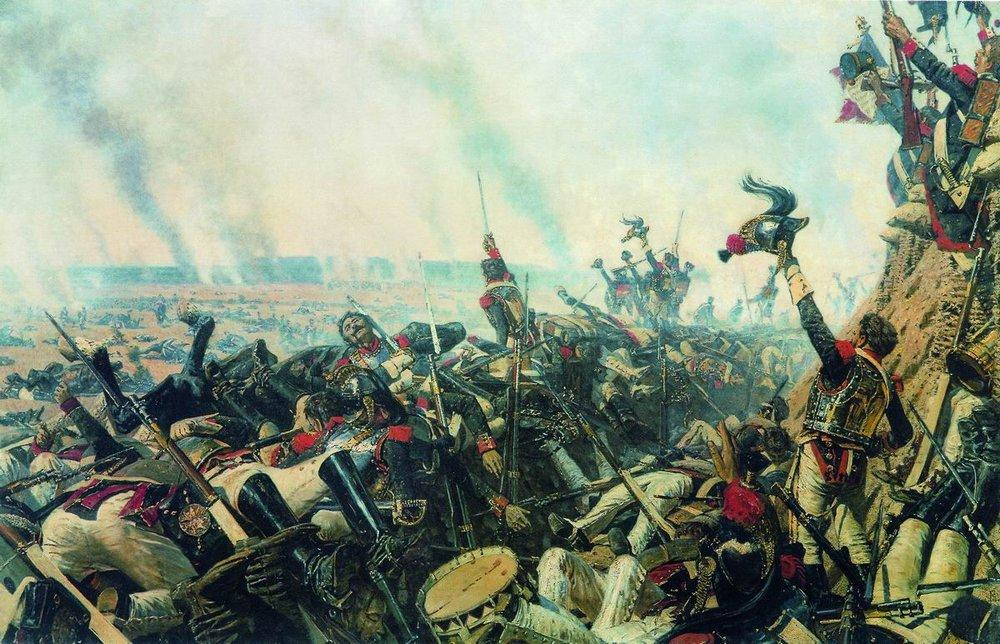
Fin de la bataille de Borodino, œuvre du peintre russe Vassili Vassilievitch Verechtchaguine (1842-1904)

Au cours de la Guerre de la Sixième Coalition, le régiment de grenadiers de la garde prit part le 2 mai 1813 à la bataille de Lützen, les 20 mai et 21 mai 1813 à la bataille de Bautzen, les 26 août et 27 août 1813 à la bataille de Dresde, le 30 août 1813 à la bataille de Kulm et du 16 octobre au 19 octobre 1813 à la Bataille des Nations. En récompense de son héroïque comportement pendant la guerre patriotique de 1812, Alexandre Ier accorda au régiment les droits et privilèges de la jeune garde: désormais il porta le nom de régiment des grenadiers de la garde. Le régiment fut également impliqué dans la prise de Paris qui se déroula du 30 mars au 31 mars 1814.
Le 14 décembre 1825, deux officiers rejoignirent les rebelles décembristes sur la place du Sénat. 
Pendant la guerre russo-persane, le régiment se distingua à différentes batailles qui l'opposa aux armées perses: ainsi il prit part le 5 juillet 1827 à celle de Djelal-Boulak, et au siège et à la prise de la forteresse Abbas Abad le 7 juillet suivant. Entre le 14 septembre et le 20 septembre, le régiment fut impliqué dans les combats qui aboutirent au siège et à la prise de Sadar-Abad. Les grenadiers livrèrent bataille et s'emparèrent de la ville d'Erevan après six jours de siège, le 1er octobre 1827. 
Lorsque les hostilités furent déclenchées en 1828 contre l'Empire ottoman, les 1er et 3e bataillons du régiment de grenadiers de la garde furent mobilisés. En juin 1828, ils traversèrent le Danube et pénétrèrent dans la Dobroudja. Les grenadiers mirent le siège le 13 septembre 1828 devant la ville de Varna qui tomba le 29 septembre suivant. Lors des opérations militaires qui se déroulèrent dans les environs de Galata, ces unités démontrèrent une nouvelle fois leur valeur au combat. Les deux bataillons se distinguèrent de nouveau par leur bravoure à Kütelpe, le 18 septembre. 
Entre 1830 et 1831, le régiment mena une campagne de répression sanglante contre les insurgés polonais, sous le commandement du prince Paskevitch.  Ils se distinguèrent à l'assaut lancé sur Varsovie qui fut investie le 8 septembre 1831. Son courage aux combats pour la prise de la capitale polonaise lui valut les droits et privilèges de la vieille garde. Nicolas Ier remit au régiment en mars 1856, au jour anniversaire de la création du régiment de grenadiers, la bannière de Saint-Georges et le ruban de l'Ordre de Saint-André.
Le régiment participa aussi à la pacification de la révolution hongroise de mai à septembre 1849, mais ne prit aucune part à la répression menée contre les révoltés, se contentant de stationner. 
Le régiment ne combattit pas pendant la Guerre de Crimée, mais il fut déployé sur la frontière occidentale et la Baltique, pour des missions de surveillance.
En 1863 débuta une nouvelle insurrection polonaise dans la partie russe. Les grenadiers de la garde furent une nouvelle fois impliqués dans la répression menée contre les insurgés polonais.
Un nouveau conflit armé éclata entre la Russie et l'Empire Ottoman, en juin 1877. Le régiment franchit le Danube et traversa la partie septentrionale de la Bulgarie. Les grenadiers livrèrent bataille, le 16 octobre 1877, entre Telichem et le col de Shipka, pour la prise d'une position fortifiée tenue par les Ottomans. Au terme de sanglants combats, le régiment déplora d'énormes pertes. En octobre 1877, les fantassins du régiment mirent le siège devant la ville de Plevna tenue par Osman Pacha. Ce dernier capitula 7 décembre 1877, puis le régiment s'empara de Plovdiv entre le 3 janvier et le 5 janvier suivants.

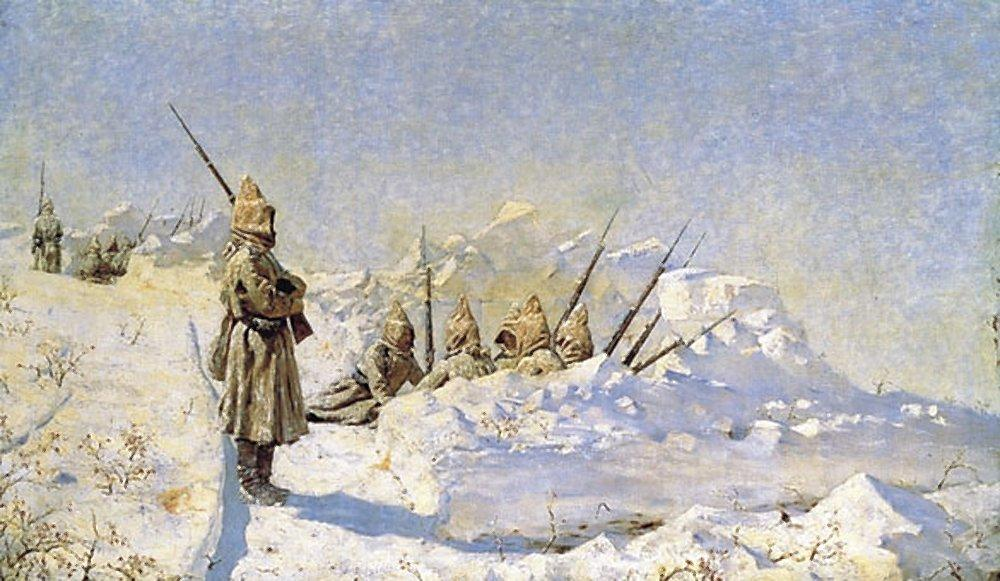
Tranchées dans la neige, position de l'armée russe au col de Shipka, œuvre du peintre russe Vassili Vassilievitch Verechtchaguine (1842-1904)

### Première Guerre mondiale et guerre civile
Pendant la Première Guerre mondiale, le régiment de grenadiers de la garde prit part aux différentes batailles du front de l'Est. Entre les 7 septembre et 8 septembre 1914, il prit part aux combats près du village de Tarnavka en Galicie. Du 11 septembre au 29 septembre 1915, il participa aux combats de positionnement près de la ville de Smorgon. Le régiment fut placé sous le commandement du général Broussilov du 1er juillet au 19 juillet 1917. Du 10 juillet au 24 juillet 1917, il effectua à Ternopil, des opérations de défense et d'arrière-gardes. Le régiment fut dissous en décembre 1918. D'anciens soldats et officiers rejoignirent les armées blanches.
Dix-huit anciens officiers du régiment prirent part en 1918 à la première campagne du Kouban sous les ordres du colonel Dorochevitch.
À l'été 1919, ce régiment de l'Armée blanche comprenait trois compagnies formant un bataillon du 1er régiment de la garde renforcé.
54 officiers trouvèrent la mort sur le Front de l'Est au cours des combats de la Grande Guerre, et 24 furent tués ou succombèrent des suites de leurs blessures pendant la guerre civile. À ce jour, le nombre de morts pendant la Terreur rouge reste inconnu.

## Signes distinctifs

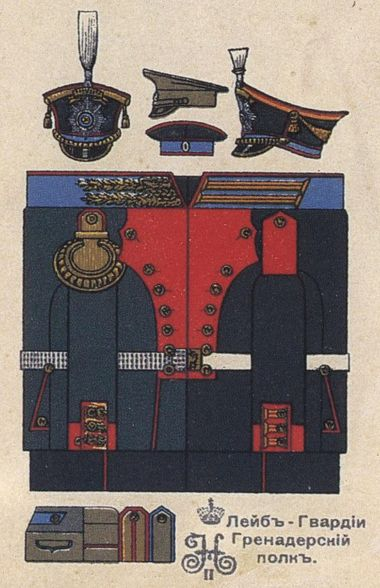
Uniforme du régiment des grenadiers de la garde en 1910

Les grenadiers de cette unité de la garde portaient des rouflaquettes et la moustache.

### Insignes régimentaires
- Nicolas II lui accorde le 13 avril 1906  (date du 150e anniversaire du régiment) une triple grenade encadrée de feuilles de laurier et de chêne.
- Nicolas II lui décerne le 20 juin 1909 un nouvel insigne régimentaire, une croix Virtuti Militari.

La croix Virturi Militari est composée d'émail noir et bordée d'or avec, à chacune des extrémités des quatre branches, deux boules d'or. On trouve en son centre, sur fond cramoisi, un aigle bicéphale d'argent entouré d'une couronne de feuilles de laurier verte. Sur la branche supérieure est inscrit MILI, sur la branche inférieure TARI, sur la branche de gauche VIR, sur la branche de droite TUTI.

### Bannières du régiment

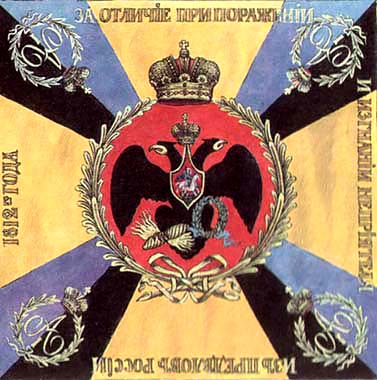
Bannière du régiment des grenadiers de la garde en 1817

- En 1756, la première bannière attribuée au 1er régiment des grenadiers était de couleur rouge et blanche avec en son centre un aigle bicéphale noir[19].
- En 1797, le régiment se voit remettre une nouvelle bannière qui se compose d'une croix de Saint-Georges blanche, les angles étant de couleur bleue. On trouve en son centre un médaillon de couleur orangée, en son milieu, l'aigle bicéphale noir surmonté de la couronne impériale de Russie, avec sur son ventre un écusson de couleur rouge entouré d'une couronne de laurier vert[19].
- Alexandre Ier lui attribue en 1813 deux bannières de Saint-Georges. La première se compose d'une croix de Saint-Georges blanche sur fond blanc. En son milieu, on trouve un médaillon orangé entouré de laurier doré et surmonté de la couronne impériale également dorée. Au centre du médaillon, se trouve l'aigle bicéphale, coiffé sur chacune de ses têtes de la couronne impériale, une aile déployée vers le haut, l'autre vers le bas. Le ruban bleu de l'Ordre de Saint-André se déploie au bas de la couronne de laurier. Sur la bannière sont inscrites ces mots : En récompense de la défaite et de l'expulsion de l'ennemi hors de Russie 1812. La seconde bannière également remise en 1813 se différencie seulement de la première par ses couleurs. Elle représente une croix de Saint-Georges de couleur jaune, les quatre coins étant de couleur bleu clair[19].
- Le régiment reçoit une nouvelle bannière en 1817, comme un grand nombre de régiments de la garde. Tous les drapeaux représentent une croix de Saint-Georges de couleur jaune. Pour le régiment des grenadiers de la garde, elle se différencie, en plus de la couleur jaune par ses quatre angles noirs et bleus. En son milieu, un médaillon de couleur orangé est entouré de laurier doré surmonté d'une couronne impériale d'or, avec, dans sa partie basse, le ruban bleu de l'Ordre de Saint-André. Au centre du médaillon, on trouve l'aigle bicéphale dessiné de manière différente. En effet cet emblème de la Russie impériale est de couleur noire, ses deux ailes vers le bas, une seule couronne ceignant les deux têtes, avec, sur sa poitrine, le blason de la ville de Moscou représentant Saint-Georges terrassant le dragon. Ce dernier est pris dans les serres de l'aigle. On remarque aussi une couronne, une torche, la foudre, l'éclair et le ruban bleu de l'Ordre de Saint-André. Sur le drapeau, on lit cette inscription : En récompense de la défaite et de l'expulsion de l'ennemi hors de Russie 1812[19].
- Le 11 mai 1832, Nicolas Ier lui remet une nouvelle bannière, composée d'une croix de Saint-Georges jaune.
- Alexandre II lui décerne le 30 mars 1856 (jour de son centenaire de Russie) une nouvelle bannière. Elle représente une croix de Saint-Georges blanche, la couleur bleue des quatre angles représentant le ruban de l'Ordre de Saint-André. Outre l'inscription : En récompense de la défaite et de l'expulsion de l'ennemi hors de Russie 1812, on inscrit également 1756-1856.

Cette dernière bannière est utilisée dans l'Armée blanche, en 1920. Quelques officiers emmènent le drapeau du régiment hors de Russie. La bannière est confiée en 1958 au régiment des grenadiers de la garde de l'armée de Grande-Bretagne et remise en 2004 à la fédération de Russie.

## Casernement

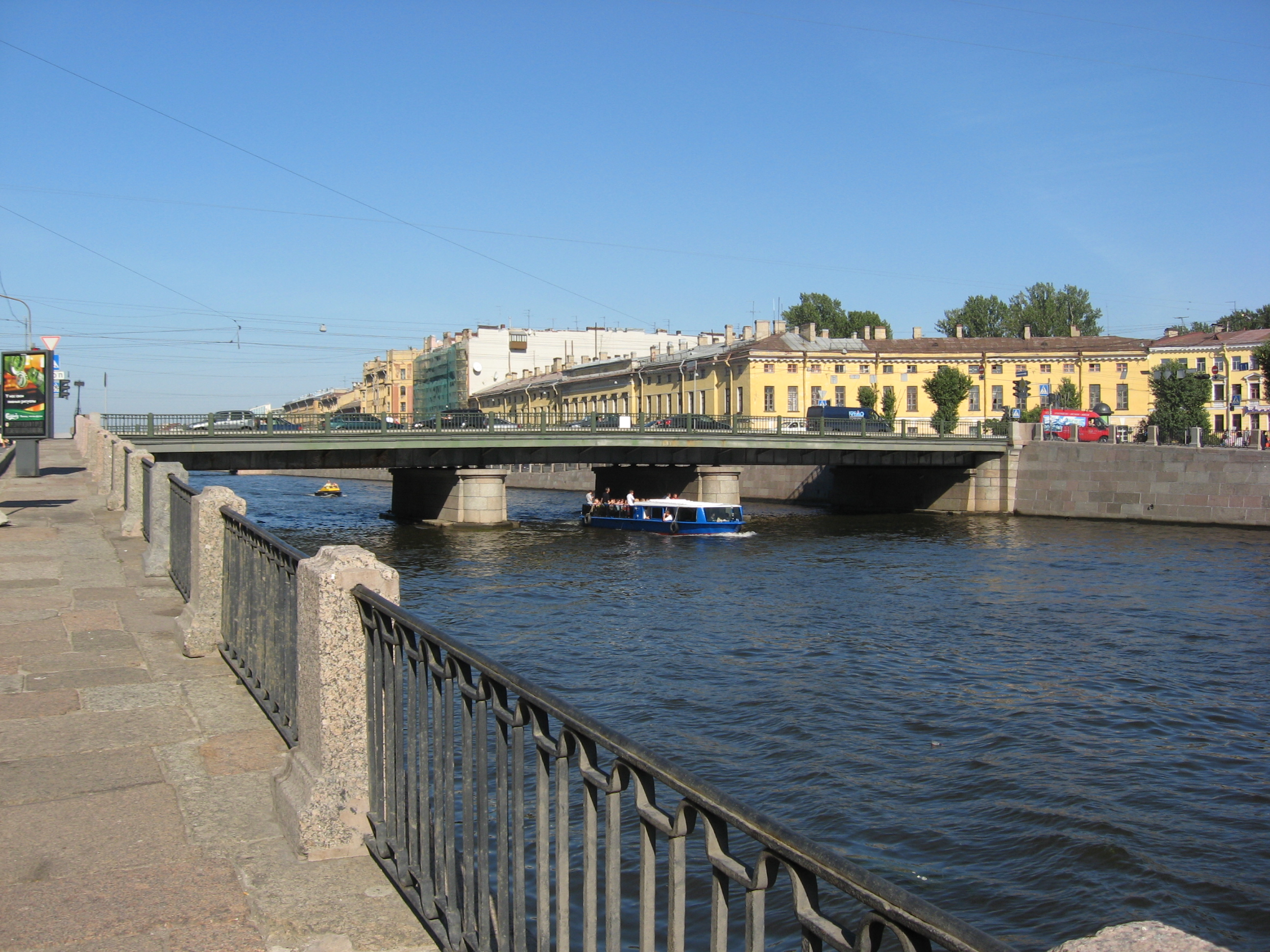
Le pont Semionovski sur la Fontanka

- En 1790, le 1er régiment de grenadiers est caserné à Iamskaïa (Saint-Pétersbourg).
- À partir de 1800, il est caserné sur les bords de la Fontanka près du pont Semionovski à Saint-Pétersbourg.
- À partir de 1811, il est installé dans la caserne Petrovski, actuellement au no 44 du quai de Petrograd où une plaque a été apposée[20], quai Karpovka à Saint-Pétersbourg.

Cette caserne comprenait les bâtiments suivants :
- Un hôpital ;
- Des écuries ;
- Corps d'officiers ;
- Corps de soldats ;
- Forge ;
- Installations pour l'équitation ;
- Manèges ;
- Une école.

## Personnalités

### Chefs du régiment

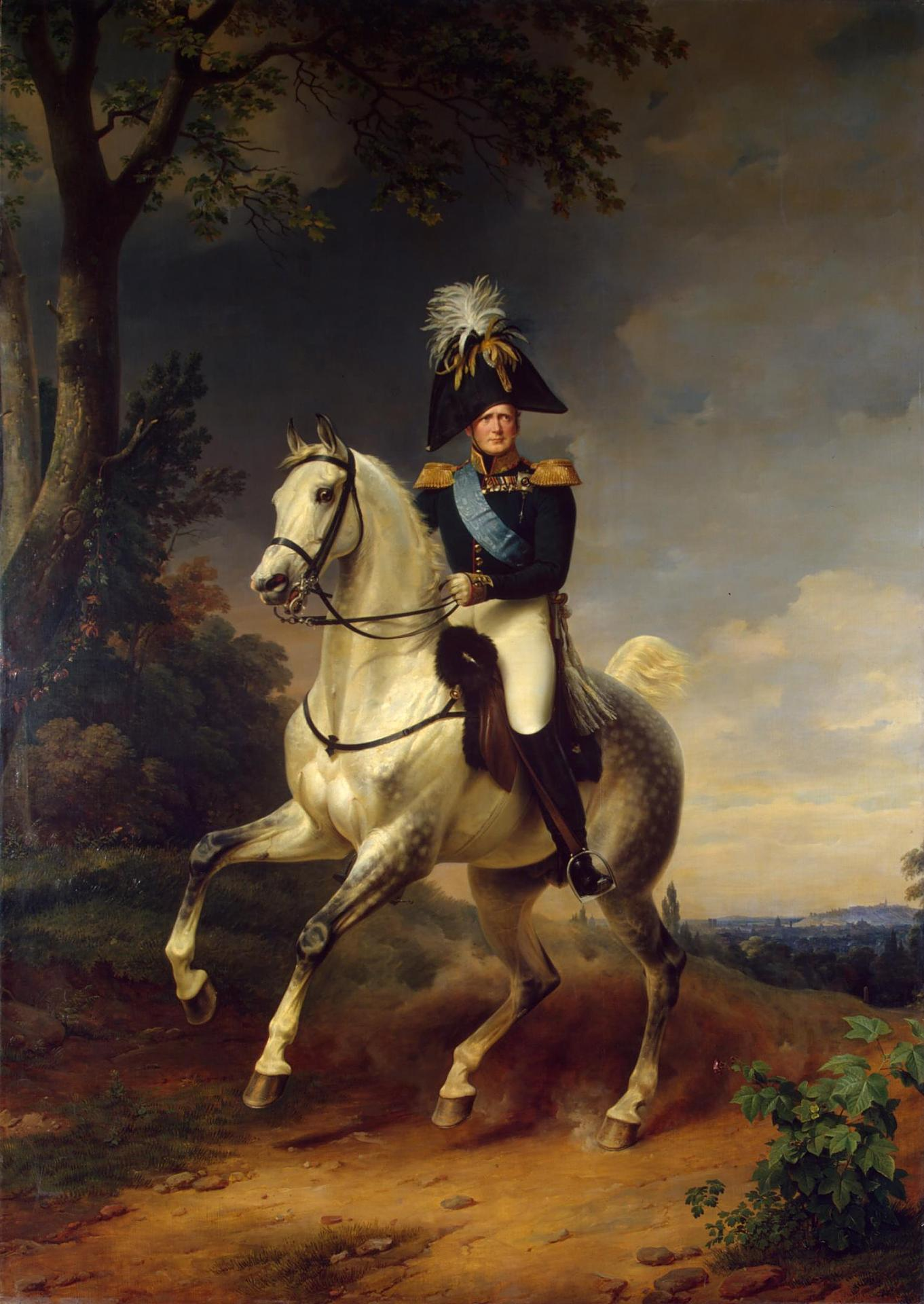
Alexandre Ier en 1812, portrait du peintre et lithographe allemand Franz Krüger (1797-1857), Palais d'Hiver - Saint-Pétersbourg

- 10 juillet 1775 au 6 novembre 1796 : Catherine II.
- 16 janvier 1797 au 11 mars 1801 : Paul Ier.
- 12 mars 1801 au 19 novembre 1825 : Alexandre Ier.
- 14 décembre 1825 au 18 février 1855 : Nicolas Ier.
- 19 février 1855 au 1er mars 1881 : Alexandre II.
- 2 mars 1881 au 21 octobre 1894 :  Alexandre III.
- 2 novembre 1894 au 4 mars 1917 :  Nicolas II.

### Commandants du régiment de grenadiers de la garde

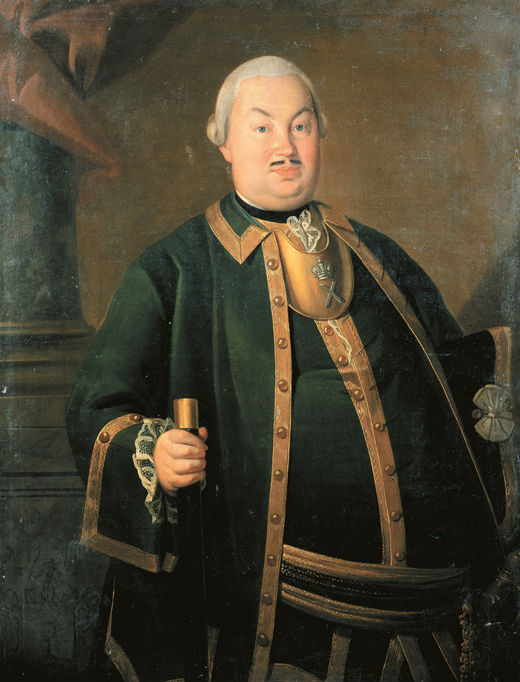
Le lieutenant-général Piotr Fiodorovitch Berkhman

- 30 mars 1756 ?-juin 1758 : Colonel Ivan Petrovitch Iazikov.
- juillet 1758-septembre 1758 : Colonel et prince Mikhaïl Vassilievitch Kozlovski.
- septembre 1758-1752 : Colonel Alexeï Mikhaïlovitch Maslov.
- 1762-1763 : Lieutenant-général Nikita Sergueïevitch Bestoujev.
- mai 1760-Début 1770 : Général Semion Petrovitch Ozerov.
- 3 octobre 1788-17 mai 1797 : Lieutenant-général Piotr Fiodorovitch Berkhman.
- 17 mai 1797-11 août 1798 : Lieutenant-général Abram Andreïevitch Baratynski.
- 11 août 1798-1er novembre 1798 : Major-général Charles Christophe von Lieven.
- 1er novembre 1798-16 novembre 1799 : Major-général Evdokim Fiodorovitch Koulrianov.
- 16 novembre 1799-20 décembre 1807 : Major-général Vassili Mikhaïlovitch Lobanov.
- 20 décembre 1807-20 novembre 1808 : Alexandre Stepanovitch Zelenine.
- 20 novembre 1808-15 mai 1809 : Major-général Vassili Stepanovitch Lobanov.
- 28 mai 1809-4 juillet 1817 : Adjudant-général et comte Pavel Alexandrovitch Stroganov.
- 6 juillet 1817-12 janvier 1821 : Major-général Piotr Fiodorovitch Jeltoukhine.
- 8 décembre 1821-14 décembre 1825 : Colonel Nikolaï Karlovitch Stürler.
- 14 décembre 1825-22 décembre 1825 : Colonel Ivan Ossipovitch Zaïtsev.
- 22 décembre 1825-17 septembre 1828 : Major-général Ivan Fiodorovitch von Freytag.
- 23 septembre 1828-16 mai 1833 : Major-général Ivan Pavlovitch Chipov.
- 16 mai 1833-1er mars 1836 : Major-Général Nikita Ivanovitch Nikolaïev.
- 1er mars 1836-8 juin 1846 : Major-général Piotr Grigorievitch Volkonski.
- 8 juin 1846-19 avril 1853 : Major-général Ivan Iegorovitch Sallos.
- 19 avril 1853-6 décembre 1857 : Major-général Nikolaï Iakovlevitch Kaftyrev.
- 6 décembre 1857-30 août 1862 : Major-général Nikolaï Dmitrievitch Tchbychev.
- 30 août 1862-15 août 1863 : Major-général Vladimir Nikititch Svoïev.
- 30 août 1863-21 juin 1872 : Major-général Iouri Ivanovitch von Schilder-Schulder.
- 25 juin 1872-24 septembre 1876 : Major-général Loggin Logginovitch Zeddeler.
- 24 septembre 1876-14 novembre 1888 : Ioulian Viktorovitch Lioubovvitski.
- 14 novembre 1888-9 novembre 1898 : Major-général Piotr Petrovitch Loguinov.
- 9 novembre 1898-4 avril 1901 : Major-général Alexandre Vassilievitch

Brilevitch.
- 20 juin 1901-28 novembre 1904 : Major-général Alexandre Nikolaïevitch Ragozine.
- 15 décembre 1904-15 avril 1907 : Major-général Mikhaïl Pavlovitch Ganenfeldt.
- 15 avril 1907-24 juin 1909 : Major-général Nikolaï Alexandrovitch Arkhipov.
- 29 juillet 1909-15 novembre 1914 : Major-général Vassili Vassilievitch Boutovitch.
- 19 novembre 1914-21 décembre 1915 : Major-général Konstantin Iossifovitch Rylski.
- 28 janvier 1915-1er juillet 1916 : Major-général Alexeï Samoïlovitch Grichinski.
- 7 juillet 1916-26 juin 1917 : Major-général Alexandre Alexandrovitch Chvetsov.
- 1er juillet 1917-22 août 1917 : Colonel Mikhaïl Vladimirovitch Amelianovitch-Pavlenko.
- 18 septembre 1917-12 avril 1917 : Colonel Nikolaï Nikolaïevitch Dorochevitch.

### Personnalités célèbres ayant servi au régiment

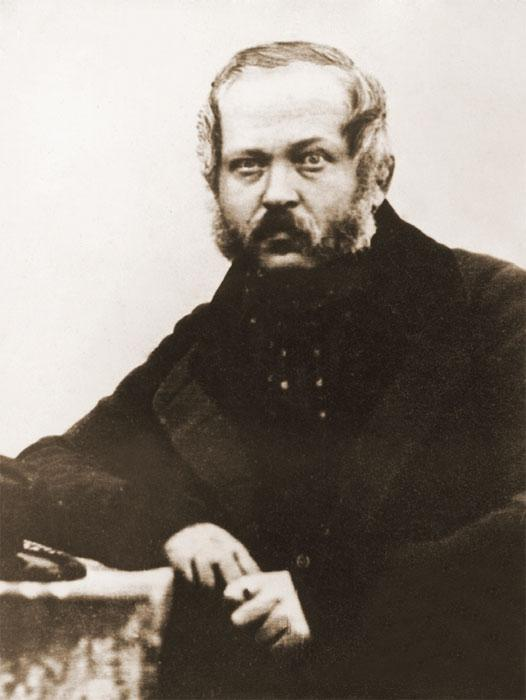
Nikolaï Alexeïevitch Panov (1803-1850), lieutenant dans le régiment de grenadiers de la garde, Décembriste, il fut exilé à Irkoutsk

- Alexandre Mikhaïlovitch Boulatov : (1793-1826), Colonel, Décembriste, adjoint du prince Sergueï Petrovitch Troubetskoï. Emprisonné dans un cachot, après plusieurs jours de grève de la faim, il se suicida en se fracassant la tête contre le mur de sa cellule[21].
- Eduard von Bonin (1793-1865), général prussien par deux fois ministre de la Guerre de Prusse, servit de 1829 à 1848 dans ce régiment, avec les grades de commandant puis de colonel.
- Ivan Ivanovitch Vetvenitski : Major-général.
- Nikolaï Platonovitch Zaroubaïev : (1843-1912), général, ce fut l'un des héros de la Guerre russo-japonaise de 1904-1905. Officier dans le régiment des grenadiers de la garde (1863), du 24 août au 3 septembre 1904, il se distingua à la bataille de Liaoyang, du 5 octobre au 17 octobre 1904 à la Bataille de Shaho. Le 24 décembre 1909, il fut nommé au poste de commandant de la région militaire d'Odessa[22].
- Konstantin Alexeïevitch Rounov : (1839-1877), colonel, héros de la Guerre russo-turque de 1877-1878, en 1857, il servit au grade d'enseigne dans le régiment des grenadiers de la garde. Il fut mortellement blessé au cours de la bataille de Gorni Dubnik, le 12 octobre 1877.
- Ivan Ivanovitch Timachev : (1813-1864), général, il participa à la Guerre de Crimée. Il servit dans le régiment des grenadiers de la garde de 1831 à 1843.
- Mikhaïl Matveïevitch Spiridov : (1796-1855), Décembriste, il servit au régiment des grenadiers de la garde de 1813 à 1816. Petit-fils de l'amiral Grigori Andreïevitch Spiridov. Les jours précédents le 14 décembre 1825, il dirigeait la propagande au sein de l'armée russe. Il fut condamné à la réclusion perpétuelle en forteresse[23].
- Alexandre Nikolaïevitch Soutgof : Décembriste.
- Ivan Gavrilovitch Chekmariov : (1815-1887), général, éducateur et journaliste, il prit part à la Guerre du Caucase (1817-1864). De 1835 à 1837, il servit au régiment des grenadiers de la garde.
- Grigori Ivanovitch Iavorski : (1770-1834), médecin militaire russe, il prit part aux guerres napoléoniennes. En service dans le régiment des grenadiers de la garde (1795).
- Nikolaï Alexeïevitch Panov : (1803-1850), lieutenant dans le régiment des grenadiers de la garde. Décembriste, il fut condamné à mort, mais sa peine fut commuée en travaux forcés.

### Source
- (ru) V.K. Soudravski Histoire de la vie du régiment des grenadiers de la garde 1756-1906. Saint-Pétersbourg - 1906.